# إميل بيرغستروم
إميل بيرغستروم (بالسويدية: Emil Bergström) (19 مايو 1993 بستوكهولم في السويد - ) هو لاعب كرة قدم سويدي في مركز الدفاع. شارك مع منتخب السويد تحت 17 سنة لكرة القدم ومنتخب السويد تحت 19 سنة لكرة القدم ومنتخب السويد تحت 21 سنة لكرة القدم ومنتخب السويد لكرة القدم. أما مع النوادي، فقد لعب مع روبين كازان ونادي يورغوردينس.

## وصلات خارجية
- إميل بيرغستروم على موقع اتحاد السويد (السويدية)
- إميل بيرغستروم على موقع قاعدة بيانات كرة القدم.إي يو (الإنجليزية)
- إميل بيرغستروم على موقع ناشيونال فوتبول تيمز (الإنجليزية)
- إميل بيرغستروم على موقع Soccerway.com (الإنجليزية)
- إميل بيرغستروم على موقع عالم كرة القدم.نت (الإنجليزية)